# Amata mestralii
Amata mestralii är en fjäril som beskrevs 1837 av den schweiziska entomologen Charles-Juste Bugnion. Arten ingår i släktet Amata och familjen björnspinnare. Den förekommer i Israel och Syria. och
inga underarter finns listade i Catalogue of Life.